# Acalolepta laevicollis
Acalolepta laevicollis es una especie de escarabajo longicornio del género Acalolepta, tribu Monochamini, subfamilia Lamiinae. Fue descrita científicamente por Breuning en 1964.
Se distribuye por Laos. Mide aproximadamente 20 milímetros de longitud. El período de vuelo de esta especie ocurre en el mes de abril.